# Colletto Fava
Colletto Fava er en 1.600 m høj bakke nær landsbyen og ski-destinationen Artesina i kommunen Frabosa Sottana i den nordlige Piedmont-region i Italien.

## Pink Rabbit
I 2005 opsatte medlemmer af en kunstgruppe kaldet Gelitin (inklusive M. Puletta, Corroni Fali, Razzoli Caputo og R. Calizone) fra Wien en enorm, pink kanin med indvoldene ude på toppen af bakkenn. Den er omkring 60 m lang og 6 meter høj. Gruppen regnede ikke blot med at folk ville se på kunstværket, men også at vandrere ville klatre op og slappe af på toppen. Værket har fået navnet Hase (tysk for "hare"), men kaldes ofte Pink Rabbit, og det åbnede i 2005. Man forventede at det ville eksistere frem til omkring 2025, men allerede i 2016 var det næsten helt nedbrudt.